# تل بيغوم
تل بيغوم هو تل أو مستوطنة أثرية تقع في العراق، بالقرب من مدينة سيد صادق في سهل شهرزور في كردستان العراق. يتكون الموقع الأثري من تل مخروطي شديد الإنحدار يبلغ ارتفاعه 9 أمتار (30 قدمًا) وتل سفلي. يغطي الموقع مساحة تقدر بحوالي 5 هكتارات (12 فدانًا). تم استكشاف الموقع لأول مرة في عام 1960 من قبل فريق من علماء الآثار العراقيين. في عام 2013، قام علماء آثار من جامعة لايدن بتنفيذ حفريات جديدة، حيث أُعيدت دراسة الحفريات القديمة وأجريت بعض الحفريات الجديدة المحدودة.

## علم الآثار
تعود أقدم الطبقات التي تم اكتشافها في تل بيغوم إلى فترة حضارة الحلف المتأخرة. بعد فترة انقطاع في الاستيطان، تم إعادة استيطان الموقع في فترة العصر الحجري النحاسي المتأخرة 1 (LC1) واستمر استخدامه حتى العصر الحجري النحاسي المتأخر 3 (LC3) بين الأعوام 4300-3600 قبل الميلاد.كشفت الأعمال خارج الموقع أن المنطقة كانت تُروى جيدًا في الماضي، مع احتمالية وجود مناطق مجاورة من الغابات والأدغال الكثيفة. التراكم الشديد للرواسب في المنطقة قد غطى جزئيًا الآثار الأثرية، بما في ذلك ربما تل بيغوم السفلي. ومع ذلك، يُظهر الموقع استمرارية في الاستيطان، مما يشير إلى استقرار نسبي في الاستيطان على مدى فترات زمنية طويلة. كما تم إثبات وجود استيطان في الفترة الوسطى أيضًا.
أظهرت عمليات إعادة التنقيب في تل بيغوم في عام 2013 أن فخار حلف في هذه السهل يتمتع بخصائص محلية فريدة تميزه عن تلك الموجودة في فخار حلف "الكلاسيكي" الذي وجد في بلاد ما بين النهرين العليا.